# ペンシルベニアダービー
ペンシルベニアダービー（Pennsylvania Derby）は、アメリカ合衆国ペンシルベニア州フィラデルフィアのパークスレーシング競馬場にて開催される競馬の競走である。

## 概要
ダート9ハロンで施行され、出走条件は3歳限定。
1979年のメモリアルデー（5月下旬）に始まり、1981年に重賞に格上げされた。1990年から2009年(2006年を除く)にかけては労働者の日（9月初旬）に開催され、2004年にG2に昇格した。2010年以降は9月下旬に移動し、それにより8月末にニューヨーク州のサラトガ競馬場で開催されるトラヴァーズステークス（Travers Stakes）からの出走が可能になった。賞金の上積みもあって出走馬の質が年々上昇している。
2017年、G1に昇格される。
2020年、新型コロナウイルス感染拡大の影響により開催取り止めとなった。

## 近年の勝ち馬
- 2024 Seize The Grey
- 2023 Saudi Crown
- 2022 Taiba
- 2021 Hot Rod Charlie
- 2019 Math Wizard
- 2018 McKinzie
- 2017 West Coast
- 2016 Connect
- 2015 Frosted
- 2014 Bayern
- 2013 Will Take Charge
- 2012 Handsome Mike
- 2011 To Honor and Serve
- 2010 Morning Line
- 2009 Gone Astray
- 2008 Anak Nakal
- 2007 Timber Reserve
- 2006 休止
- 2005 Sun King
- 2004 Love of Money
- 2003 Grand Hombre
- 2002 Harlan's Holiday
- 2001 Macho Uno
- 2000 Pine Dance